# Marie Mac-Nab
Pour les articles homonymes, voir McNab.
Marie Mac-Nab ou Marie-Augustine Mac-Nab, née d'Anglars le 11 mars 1832 à Bonny-sur-Loire (Loiret) et morte le 4 mai 1911 à Paris, est une peintre française.

## Biographie
Marie-Augustine Danglard (ou d'Anglars) est la fille d'Alphonse Adrien Danglard, propriétaire, et de Jeanne Pauline Dechazal (ou de Chazal).
En 1854, elle épouse Alexandre Mac Nab (1818-1904), inspecteur des Eaux et Forêts. Leur fils Jean-François Charles Mac-Nab deviendra lieutenant-colonel.
Élève de Louis-Henri de Rudder, elle expose au Salon de 1866 à 1896. Elle est essentiellement peintre de portraits et de fleurs.
Elle tient une école de dessin 5 rue Milton (9e).
Elle meurt à l'âge de 79 ans à son domicile de la rue Saint-Guillaume. Elle est inhumée le 9 mai 1911 au cimetière de Santranges dans le caveau familial.

## Œuvres exposées aux Salons parisiens

### Salon des artistes français
- La fleuriste de Saint-Leu ; dessin, au Salon de 1866
- Jeune femme italienne ; dessin, au Salon de 1866
- Portrait de Mme la comtesse d’A… ; dessin, au Salon de 1867
- Portrait de Mlle Fanny H… ; dessin, au Salon de 1867
- Johanne ; dessin, au Salon de 1870
- Oranges et grenades, au Salon de 1873
- Portrait de Mme P… ; pastel, au Salon de 1874
- Portrait de M. O. de C… ; pastel, au Salon de 1874
- Jeune femme en costume de l’époque de Louis XIII ; pastel, au Salon de 1875
- Portrait de Mlle N. M… ; pastel, au Salon de 1877
- Portrait de Mme *** ; pastel, au Salon de 1877
- Portrait de Mme B. ; pastel, au Salon de 1878[8]
- Portrait de Mlle de R… ; pastel, au Salon de 1879
- Portrait de Mlle de P… ; pastel, au Salon de 1879
- Portrait de Mme L… ; pastel, au Salon de 1880[9]
- Portrait de Mlle B… ; pastel, au Salon de 1880
- Fleur des champs, au Salon de 1880[9]
- Portrait de A. Porcher ; pastel, au Salon de 1881
- Portrait de Mlle M. de P… ; pastel, au Salon de 1882
- Portrait de M. Blouet-Bastin, au Salon de 1884
- Bouquet de roses ; aquarelle, au Salon de 1884
- Pour les pauvres !, au Salon de 1885
- Portrait de Mlle M. de Th… ; pastel, au Salon de 1886
- Portrait de Mme la baronne L… ; pastel, au Salon de 1888
- Portrait de Mme la comtesse de K…, au Salon de 1892
- Portrait de Mme A. d’E…, au Salon de 1894
- Roses de Nice, au Salon de 1896
- Portrait de Mme la vicomtesse de P… ; pastel, au Salon de 1896